# Torrent del Gorg dels Diners
El Torrent del Gorg dels Diners és un torrent del municipi d'Escorca, a Mallorca. Aquest torrent neix a la cara nord del Puig Major, a la zona coneguda com la Coma del Ribell o la Coma Fosca i baixa passant prop de les possessions de Bini Gran i Bini Petit, fins a Cala Tuent, superant un gran desnivell. El seu curs discorre paral·lel al torrent de l'Al·lot Mort.